# Brazikumab
Il brazikumab (MEDI2070 secondo la Denominazione Comune Internazionale) è un anticorpo monoclonale progettato per il trattamento della malattia di Crohn. Ha per bersaglio molecolare l'interleuchina 23. È prodotto dalla casa farmaceutica MedImmune.